# Солдаты (фильм)
«Солда́ты» (первоначальное название — «В окопах Сталинграда») — советский художественный фильм 1956 года по мотивам повести Виктора Некрасова «В окопах Сталинграда». В этом фильме дебютировали в кино Всеволод Сафонов и Николай Погодин. Из-за политических воззрений автора сценария фильм, после нескольких лет проката в конце 1950-х годов, несмотря на престижную премию, был надолго «положен на полку», а после эмиграции Некрасова и вовсе предан забвению. Был показан вновь лишь 9 мая 1991 года.

## Сюжет

### На пороге Сталинградской битвы
Июль 1942 года. От самого Харькова отступают трое боевых друзей: 28-летний лейтенант Керженцев (Вс. Сафонов), его связной Валега (Ю. Соловьёв) и полковой разведчик Иван Седых (В. Ковальков). С толпою беженцев проходят они мимо украинских деревень к Сталинграду. Здесь на несколько суток передышки они останавливаются в семье ветерана-строителя Сталинградского тракторного завода (Е. Тетерин), Керженцев знакомится с его дочерью Люсей (Т. Логинова), работающей в госпитале. Они прогуливаются по набережной Волги и попадают на ещё не известный большинству советских людей Мамаев курган.
Керженцев производит на Люсю впечатление человека сухого, малоразговорчивого, технаря. Он и вправду собирался быть инженером, 19 июня 1941 года он получил заветный диплом престижного киевского вуза, а 20-го купил новенькую рейсшину. Но война нарушила его планы, и он попал в инженерные войска. Теперь его жизнь нарушена войной: Мамаев курган он внимательно разглядывает, чтобы правильно расставить пулемёты и организовать оборону. Война сделала его прагматиком, за военные месяцы он не прочёл ни одной книги:

— Даже на Луну я смотрю с точки зрения пригодности в военном деле.

Наутро он прощается с Люсей, трамвай увозит её в ещё мирный город.

### Командир батальона
Лейтенант Керженцев получил назначение в 184-ю дивизию, где заменил погибшего комбата. Бойцов в батальоне всего 36 вместо четырёхсот по штату военного времени, но зато все они, как на подбор, герои.
Бок о бок с ним сражаются полковые разведчики-морпехи во главе с неугомонным и храбрым весельчаком Чумаком (Л. Кмит, сыгравший Петьку в «Чапаеве»), с которым поначалу у Керженцева начинается конфликт. Среди подчинённых Керженцева интеллигент в очках Фарбер (И. Смоктуновский), романтик, не расстающийся со своей записной книжкой, который неизвестно как попал на фронт, стал комвзвода и уцелел за год войны; комвзода Карнаухов, который на стенке блиндажа поместил портрет Джека Лондона и бережно хранит на передовой его книжку «Мартин Иден» (в кадре мелькнёт прежняя, довоенная транскрипция романа — «Мартин Идэн»).

### Две траншеи
Батальон получает задание комдива захватить первые две линии немцев, удерживающих господствующие высоты у завода «Метиз» на Мамаевом кургане. Керженцев практически без потерь выполняет первый этап задания: немцы из первой линии выбиты. Но, стремясь выслужиться перед командованием, начальник штаба полка капитан Абросимов даёт преступный приказ: на рассвете под проливным и холодным дождём и на легко простреливаемой фашистами местности начать атаку на вторую линию. В этой роковой атаке гибнет половина батальона. На руках Керженцева умирает Карнаухов.
Абросимова на партсобрании разжалуют в рядовые. При этом Фарбер говорит патетическую и искреннюю речь о «дурости» некоторых приказов.

### Ранение
При немецком артиллерийском обстреле Керженцев тяжело ранен в грудь. Валега отвозит его в госпиталь, где работает Люся. Теперь она врач и активно помогает его выздоровлению. У Керженцева и Люси завязывается роман. Спустя время раны залечены, и лейтенанту надо возвращаться в строй, в разрушенный Сталинград. Керженцев с удовлетворением замечает, что на смену неразберихе первых дней осады пришёл порядок, к фронту движется новая техника.
Он подходит к своему «Метизу», видит окопы, роковые для его батальона и комвзвода Карнаухова. Завершается сцена встречей с Чумаком и Иваном Седых, который добился своей мечты: на его груди блестит боевой орден. Под руку попадает трофейная «Лейка», доставшаяся разведчикам. И под совет Фарбера: «выдержка одна сотая, диафрагма восемь», Керженцев делает снимки своих боевых товарищей. Эта фотография перемещается в кадре на стену под голос Керженцева о том, чтобы новое поколение никогда не знало ужасов войны. В этом и есть смысл окопной правды: воевать, чтобы никогда не было грохота орудий и смертей.

## В ролях
- Всеволод Сафонов — лейтенант Юрий Керженцев
- Тамара Логинова — Люся, военврач
- Леонид Кмит — старшина Чумак, командир разведки
- Иннокентий Смоктуновский — лейтенант Фарбер
- Николай Погодин — лейтенант Карнаухов, комвзвода
- Людмила Маркелия — Маруся
- Юрий Соловьёв — Антон Валега, связной
- Владислав Ковальков — Иван Седых, разведчик
- Михаил Ладыгин — майор Бородин
- Евгений Тетерин — Георгий Акимович, дядя Люси
- Борис Ильясов — капитан Абросимов, начштаба

## Съёмочная группа
- Автор сценария: Виктор Некрасов
- Режиссёр-постановщик: Александр Иванов
- Оператор: Вячеслав Фастович
- Художник: Николай Суворов
- Звукооператор: Евгений Нестеров
- Композитор: Олег Каравайчук

## Отличия фильма от литературной первоосновы
После какого-то там варианта стало ясно, что, слепо следуя книге, ты губишь и книгу, и будущий фильм. Кино не может всего переварить. У него свои законы, и законы очень суровые: сеанс полтора часа, картина 2700 метров, сценарий не больше восьмидесяти страниц на машинке. А в повести 250 страниц — 13 печатных листов. Что же делать? Выход один. На кинематографическом языке это называется делать «по мотивам». То есть та же мысль, те же основные события, те же основные герои, но не обязательно те же «предлагаемые обстоятельства». Короче говоря, ты делаешь некую «выжимку» из произведения, берёшь из него самое существенное и лепишь нечто новое, рассчитанное уже не на читателя (режиссёр и актёры не в счёт), а на зрителя, у которого к тебе — писателю, совсем другие требования, чем у читателя.
Последовательность событий в фильме сохранилась только частично. Фильм, поставленный спустя десятилетие после выхода в свет книги, лишён предисловия о боях на Украине. Чтобы не было ассоциаций с потерей Харькова, куда Ставка направила членом Военного Совета именно Хрущёва, об этом городе в фильме говорят мало, а в книге, напротив, поминают в каждом окопном разговоре. Из фильма исключено всякое упоминание о Сталине, включая фотографии вождя, а заодно и упоминание о праздновании 25-й годовщины Великого Октября. Название города звучит в фильме крайне редко. Финал картины полностью переписан, место действия перенесено к старым траншеям (у «Метиза») и Мамаева кургана. Из фильма исключены упоминания о минировании промышленных объектов Сталинграда (примерно пятая часть объёма книги).
Фильм лишён не только образов Ширяева, Самусева и Гоглидзе, которые сражались на Украине, но и одного из главных героев — Игоря (соответственно, четвёрка во главе с Керженцевым превратилась в фильме в тройку). Глава семейства, куда прибыли на постой боевые друзья перед осадой Сталинграда, из Николая Николаевича превратился в Георгия Акимовича (в книге — это инженер-электрик ТЭЦ), включив в себя черты двух книжных персонажей. Исключён персонаж Калужский, приглашавший Керженцева на работу в штабе. Добавлен персонаж комиссара дивизии, который настраивает солдат перед боем за первую траншею. В фильме отсутствует сцена прихода перед боем проверяющих из политотдела. В сценарий фильма добавлена лирическая линия: прописан роман Керженцева и Люси, появился новый персонаж — санитарка Маруся, у которой возникает взаимная симпатия с Седых.
Диалоги в фильме и книге отличаются не столько спецификой жанров искусства и необходимостью «окиношнить» разговоры из повести, сколько политическим заказом 1956 года, кампанией десталинизации и развенчанием культа личности, показом главной и направляющей роли партии. В фильме диалоги мягче, в них больше юмора, чем жёлчи; больше политики, чем правды войны:

— Страшнее всего на войне не снаряды, не бомбы, а незнание, куда приложить силы. (Керженцев в фильме)

— Да, самое страшное на войне — это не снаряды, не бомбы, ко всему этому можно привыкнуть; самое страшное — это бездеятельность, неопределённость, отсутствие непосредственной цели. Куда страшнее сидеть в щели в открытом поле под бомбёжкой, чем идти в атаку. А в щели ведь шансов на смерть куда меньше, чем в атаке. Но в атаке — цель, задача, а в щели только бомбы считаешь, попадёт или не попадёт. (цитата из книги)
В книге Люся и Юрий рассуждают о Блоке, но в 1956-м советским читателям уже возвращён запрещённый ранее Есенин. Поэтому в фильме Керженцев читает именно его.

## Награды
- 1958 — Всесоюзный кинофестиваль в Москве — третья премия за режиссуру (А. Иванов)